# Joseph Striker
Joseph Striker (New York, 23 dicembre 1898 – Livingston, 24 febbraio 1974) è stato un attore statunitense.
Interprete che lavorò a Hollywood negli anni venti, ebbe anche una breve carriera teatrale a Broadway dopo aver lasciato il cinema all'inizio degli anni trenta. Viene ricordato anche per il ruolo di San Giovanni Apostolo ne Il re dei re di Cecil B. DeMille

## Filmografia
- The Unseen Witness, regia di Tom Collins (1920)
- The Bromley Case, regia di David Wall (1920)
- The Scrap of Paper, regia di Tom Collins (1920)
- The Wall Street Mystery, regia di Tom Collins (1920)
- Help Yourself, regia di Hugo Ballin (1920)
- Matrimonial Web, regia di Edward José (1921)
- The Broadway Peacock, regia di Charles Brabin (1922)
- Ali d'argento (Silver Wings), regia di Edwin Carewe, John Ford (1922)
- Queen of the Moulin Rouge, regia di Ray C. Smallwood (1922)
- Wildness of Youth, regia di Ivan Abramson (1922)
- What Fools Men Are, regia di George Terwilliger (1922)
- The Woman in Chains, regia di William P. Burt (1923)
- The Steadfast Heart, regia di Sheridan Hall (1923)
- Painted People, regia di Clarence G. Badger (1924)
- I Am the Man, regia di Ivan Abramson (1924)
- Daughters Who Pay, regia di George Terwilliger (1925)
- Scandal Proof, regia di Edmund Mortimer (1925)
- The Best People
- Il re dei re (The King of Kings), regia di Cecil B. DeMille (1927)
- La duchessa d'Alba (The Climbers), regia di Paul L. Stein (1927)
- Annie Laurie la fanciulla scozzese (Annie Laurie), regia di John S. Robertson (1927)
- Amanti per burla (The Cradle Snatchers), regia di Howard Hawks (1927)
- A Harp in Hock, regia di Renaud Hoffman (1927)
- Marito in trappola (The Wise Wife), regia di E. Mason Hopper (1927)
- Paradise, regia di Denison Clift (1928)
- Friendship, regia di Eugene Walter - cortometraggio (1929)
- The House of Secrets
- The Wrecker, regia di Géza von Bolváry (1929)
- The Gigolo Racket, regia di Roy Mack - cortometraggio (1931)